# Rimsko-sabinske vojne
Rimsko sabinske vojne so bile niz vojn med zgodnjo širitvijo antičnega Rima v osrednji Italiji proti njihovim severnim sosedom, Sabincem. Splošno je sprejeto, da so dogodki pred Rimsko republiko leta 509 pr. n. št. pol-legendarni.

## Ugrabitev Sabink
Tako imenovana "ugrabitev Sabink" je bila legendarna množična ugrabitev ali ugrabitev nevest s strani Rima sredi 8. stoletja pr. n. št.
Potem naj bi Sabinci in druga plemena sprožili invazijo na Rim, ki se je končala z mirom in domnevno skupno vladavino obeh kraljestev med rimskim Romulom in sabinskim Titom Tacijem.

## Vojna s Tulom Hostilijem
V 7. stoletju pr. n. št., med vladavino tretjega rimskega kralja Tula Hostilija, so se Sabinci in Rimljani ponovno vojskovali. Izgovori za vojno so bili na rimski strani, da so Sabinci na trgu blizu templja Feronia (Etrurija) zajeli več rimskih trgovcev in na sabinski strani, da so bili nekateri Sabinci pridržani v Rimu. Sabinci so poiskali in dobili pomoč nekaterih prostovoljcev iz etruščanskega mesta Veiji, čeprav Veiji niso prišli na pomoč, saj je držala mirovno pogodbo, ki je bila prej sklenjena z Romulom.
Tul je napadel sabinsko ozemlje in se srečal s Sabinci v gozdu, imenovanem Malitiosa. Rimska sila je bila superiorna tako v pehoti kot v konjenici. Zlasti rimska konjenica je bila nedavno okrepljena z dodajanjem desetih novih turmae vitezov (equites) izmed meščanov Alba Longe, ki so zdaj prebivali v Rimu. Rimljani so zmagali v bitki po konjeniškem napadu, ki je Sabince spravil v nered. Sabinci so utrpeli velike izgube med umikom.

## Vojna z Ankom Marcijem
Po Fasti Triumphales je četrti rimski kralj Ank Marcij, praznoval triumf za zmago nad Sabinci in Veijci v sedmem stoletju pr. n. št.

## Vojna s Tarkvinijem Priskom
V zgodnjem 6. stoletju pr. n. št., med vladavino petega rimskega kralja Lucija Tarkvinija Priska, so Sabinci napadli Rim. Tarkvinij se je pripravljal na gradnjo kamnitega zidu okoli Rima, vendar so Sabinci, ki so že prečkali reko Anio prisilili kralja, da je opustil svoje načrte in se pripravil na napad. Tit Livij poroča, da začetni spopad, čeprav krvav, ni prinesel uspeha nobeni strani.
Sabinci so se umaknili v svoj tabor, kar je Rimljanom dalo čas za zbiranje dodatnih čet. Tarkvinij, verujoč, da je rimska vojaška šibkost v pomanjkanju konjenikov, je podvojil število equitesov.
Nato je potekala druga bitka. Rimljani, ki so želeli preprečiti sovražniku pobeg, so poslali splave gorečih hlodov po Aniu, da bi uničili most čez reko z ognjem. V bitki je sabinska pehota pritiskala na Rimljane in se zdelo, da zmaguje proti rimskemu centru. Vendar pa so rimski konjeniki obkolili sabinsko pehoto, jo razbili in ovirali njen pobeg iz bitke. Mnogi Sabinci niso mogli pobegniti z življenjem, tako zaradi zasledovanja konjenice kot tudi zaradi uničenja mostu. Nekateri bežeči Sabinci so se utopili v Aniu; njihovo orožje je plavalo po reki v Tibero in mimo Rima in Rimljani so to prepoznali kot znak zmage, še preden je v mesto prispela novica o izidu bitke.
Tarkvinij je bil odločen, da bo nadaljeval svojo zmago.Najprej je nakopičil in sežgal plen, ki ga je obljubil Vulkanu in v Rim poslal ujetnike in plen, ki ga je zajel. Nato je s svojo vojsko nadaljeval v sabinsko ozemlje. Sabinci so naglo zbrali novo vojsko, vendar so bili ponovno poraženi. Nato so prosili za mir.
Sabinsko mesto Collatia ter okoliške dežele in prebivalstvo so se predali, da bi postali rimsko ozemlje. Livij beleži besedilo oblike predaje. Arruns Tarquinius, kraljev nečak, je bil tam puščen z garnizijo, Tarquinius pa se je vrnil v Rim, da bi proslavil triumf. Po Fasti Triumphales je bil datum triumfa 13. september 585 pr. n. št.

## Vojna s Tarkvinijem Superbusom
Po Fasti Triumphales je zadnji rimski kralj Lucij Tarkvinij Superb proslavil triumf za zmago nad Sabinci.

## Vojna z zgodnjo republiko 505–504 pr. n. št.
Padec rimske monarhije je Sabince pustil v dvoumno političnem položaju glede Rima. Njihove pogodbe so bile s kralji, zdaj pa kraljev ni bilo več.
Po mnenju zgodovinarja Dionizija iz Halikarnasa je v to vrzel stopil kraljev sin Sekst Tarkvinij  (razen če je bil prej umorjen v Gabijih), čigar posilstvo Lukrecije je bil dogodek, ki je sprožil revolucijo. Prepričal je Sabince, da bi morali pomagati obnoviti kralje. Premaknili so se proti Rimljanom pod domačim poveljstvom in bili hitro poraženi. Sekst (ali sam Superbus), trdeč, da je bila sabinska vojska slabo vodena, je zdaj pripeljal Fidenae in Camerio v pomoč Sabincem, ki so bili tako navdušeni nad njegovo samozavestjo, njegovimi zavezniki in njegovo razlago, da so ga postavili za diktatorja in glasovali za popolno vojno proti Rimu.
Livij ne omenja vpletenosti etruščanskega mesta Tarkvinija v to vojno. Pravi, da so sovražnosti med Rimom in Sabinci izbruhnile leta 505 pr. n. št. Rimljani so bili zmagoviti, triumf pa je bil podeljen konzuloma Marku Valeriju Volusu in Publiju Postumiju Tubertu. Triumfi so zabeleženi na Fasti Triumphales, čeprav so nekateri detajli izgubljeni.
V naslednjem konzularnem letu so se sovražnosti povečale. Izvoljena sta bila konzula Publij Valerij Poplikola (četrtič) in Tit Lukrecij Tricipitin (drugič). Po Liviju je grožnja vojne s Sabinci privedla do izvolitve teh izkušenih konzulov.
Po Dioniziju so Sabinci korakali proti Rimu in jih je ustavila reka Anio in verjetno konzularne čete južno od nje. Postavili so dva tabora, enega blizu Fidenae in enega v njem. Od konzulov se je Poplikola utaboril blizu Sabincev na odprtem, medtem ko se je Tricipitin utaboril na hribu blizu Fidenae.
Tako Livij kot Dionizij se strinjata, da se je med to vojno Attius Clausus, kasneje znan kot Appius Claudius Sabinus Regillensis, preselil iz Sabinuma v Rim, skupaj z vsemi svojimi sorodniki in strankami, vključno s približno 500 borci. Rimljani so Klavdija Regillensisa postavili za člana rimskega senata in podelili državljanstvo Sabincem skupaj z zemljo na drugi strani Ania. Po Dioniziju so jim Rimljani obljubili zemljo onkraj reke Anio v bližini Fidenae: vse, kar so morali storiti, je bilo, da jo vzamejo Fidenatom. Po Liviju je bil Klavdij del frakcije v Sabinumu, ki je zagovarjala mir z Rimom, a ko je zmagala vojna frakcija, je pobegnil iz Regilluma v Rim.
Po Dioniziju je bila vojna s Sabinci dobljena takole. Tarkvinov načrt je bil sprožiti nočni napad na Valerijev tabor, zasuti jarek in preplezati zid. Čete v Fidenah bi zapustile mesto in izvajale te operacije proti morebitnemu napadu Lukrecija. Vendar pa sta sabinski prebežnik in ujetniki, ki jih je pripeljala rimska konjeniška patrulja, obvestila Valerija o sovražnikovem načrtu. Lukrecij je bil kmalu obveščen. Napad se je zgodil po polnoči. Sabincem je bilo dovoljeno napolniti jarek in postaviti lesene rampe čez zid v tabor, ki se je zdel preveč miren. Tarquin bi se morda v retrospektivi zavedal nevarnosti zaradi pomanjkanja odpora proti njegovim nenamerno hrupnim operacijam in popolnega pomanjkanja stražarjev. Te okoliščine je razumel kot znak, da so Rimljani vsi trdno spali, kar je bilo presenetljivo podcenjevanje njegovega sovražnika. Rimski manipuli so bili dejansko v formaciji in so čakali v intervallumu okoli notranjega oboda castra, nevidni v popolni temi. Videli so dovolj, da so tiho pobili vse sovražnike, ki so prišli čez zid. Ko je nenadoma vzšla luna, so bili rimski vojaki in kupi pobitih vidni Sabincem, ki so odvrgli orožje in pobegnili. Ker zaseda ni bila več presenečenje, so rimski vojaki vsi skupaj zakričali, kar je bil vnaprej dogovorjen signal Lukrecijevim možem na hribu. Poslal je svojo konjenico, ki je pregnala zmedene Fidenate iz njihove zasede. Pomasakrirala jih je Lukrecijeva pehota, ki je prihajala. Sabinska vojska se je razblinila v beg neoboroženih posameznikov. Od njih je bilo 13.500 pobitih in 4.200 ujetih. Bitka ni bila končana. Fidenae je bilo še treba zavzeti (glej pod Rimsko etruščanske vojne).
Livy preprosto pravi, da so konzuli vstopili v Sabinum, opustošili sovražna ozemlja, jih premagali v bitki in se zmagoslavno vrnili v Rim. Fasti triumphales beležijo le en triumf, ki ga je imel konzul Valerij maja 504 pr. n. št., za zmage nad Sabinci in Veienti.

## Vojna leta 503 pr. n. št.
Po Fasti Trimphales[[ je konzul Publius Postumius Tubertus 3. aprila 503 pr. n. št. praznoval ovacijo za zmago nad Sabinci, naslednji dan pa je njegov kolega[Agrippa Menenius Lanatus (konzul 503 pr. n. št.) praznoval triumf, prav tako za zmago nad Sabinci.

## Brezkrvna vojna, 501 pr. n. št.
Livy poroča, da je leta 501 pr. n. št. v Rimu prišlo do pretepa, ki ga je povzročila skupina sabinskih mladeničev, ki so med praznovanjem iger v Rimu poskušali ugrabiti več kurtizan. Zaradi strahu pred vojno z Latini je bil Titus Larcius imenovan za diktatorja. Sabinski ambasadorji so se pogajali za mir, vendar so jih Rimljani zavrnili, opozarjajoč na nenehne vojne Sabincev proti Rimu in zahtevali, da Sabinci Rimu povrnejo stroške vojne. Sabinci so to zavrnili in vojna je bila napovedana, vendar se zdi, da ni prišlo do bitke.

## Enodnevna vojna, 495 pr. n. št.
Leta 495 pr. n. št. je sabinska vojska vkorakala na rimsko ozemlje, napredovala do reke Anio in plenila podeželska območja. Novica o invaziji je prispela v Rim in takoj je Aulus Postumius Albus Regillensis, nekdanji diktator, vodil konjenico, da bi se srečal s sovražnikom, konzul Publius Servilius Priscus Structus pa je kmalu zatem odšel s pehoto. Rimska konjenica je zajela sabinske zaostale sabinske može, sabinska vojska pa ni nudila odpora rimski pehoti ob njenem prihodu. Invazija je bila poražena istega dne, ko je novica o njej dosegla Rim.

## Sodelovanje leta 494 pr. n. št.
V obdobju ljudskega nezadovoljstva v Rimu, ki je privedlo do prve secesije plebejcev leta 494 pr. n. št., so Volski, Sabinci in Ekvi istočasno prijeli za orožje. Da bi se soočili z grožnjo, je bil imenovan rimski diktator Manij Valerij Maksim. Zbranih je bilo deset rimskih legij, več kot kdaj koli prej, od katerih so bile štiri dodeljene diktatorju za spopad s Sabinci, ki so veljali za najresnejšo od treh vojaških groženj.
Diktator je s svojo vojsko odkorakal v boj proti Sabincem, čeprav lokacija bitke ni jasna. Sabinska vojska je bila razporejena v tako široki formaciji, da je bil center prešibak. Diktator je to izkoristil z jurišem konjenice skozi center Sabincev, čemur je sledil napad pehote. Sabinci so bili razbiti in so pobegnili. Rimljani so zavzeli sabinski tabor in razglasili zmago v vojni. Zmaga naj bi bila tako pomembna, da jo je v tistem času po slavi presegla le bitka pri Regilskem jezeru.
Diktator Valerij se je vrnil v Rim in proslavil triumf. Poleg tega je bil Valeriju in njegovim potomcem v Circus Maximus dodeljen kurulski sedež, od koder so lahko spremljali javne igre ludi.

## Zavezništvo Veiji - Sabinci 475 pr. n. št.
Leta 475 pr. n. št. so Veijenci skupaj s Sabinci začeli sovražnosti proti Rimu, le leto dni po porazu Vejev v prejšnji vojni.
Konzul Publij Valerij Poplikola je bil zadolžen za vodenje vojne. Rimska vojska je bila okrepljena s pomožnimi enotami latinskih zaveznikov in Hernikov. 
Sabinska vojska je taborila zunaj obzidja Veijev. Rimska vojska je napadla sabinsko obrambo. Sabinci so izbruhnili iz svojega tabora, vendar so Rimljani imeli premoč v boju in zavzeli vrata sabinskega tabora. Sile Veijev so nato napadle iz mesta, vendar v nekem neredu in rimska konjenica je razbila Veijence, kar je Rimu prineslo splošno zmago.
Valerij je bil za zmago nagrajen s triumfom, ki ga je proslavil 1. maja.

## Konflikt v letih 470–468 pr. n. št.
Leta 470 pr. n. št. je konzul Tiberij Emilij Mamerkin bil postavljen za poveljnika rimskih sil proti Sabincem. Ni jasno, kako se je ta konflikt začel. Sabinci so se omejili na svoj tabor in se niso hoteli spopasti z rimsko vojsko. Emilij je opustošil sabinsko podeželje in tudi vasi, kar je Sabince spodbudilo, da so prišli ven, da bi ga ustavili. Potekala je negotova bitka in obe strani sta se umaknili.
Naslednje leto sta bila rimska konzula Tit Numicij Prisk in Avl Verginij Trikost Kajliomontan s svojima vojskama poslana proti Volskom oziroma Ekvom. Medtem so Sabinci pustošili rimsko ozemlje vse do mestnih vrat, nato pa so jih napadle in premagale rimske vojske, ki so se vračale s svojih pohodov.
Leta 468 pr. n. št. se je konflikt nadaljeval v tretje leto. Sabinci so korakali skozi ozemlje latinskega mesta Krustumerij in pustošili podeželje. Napredovali so ob bregovih reke Anio in prišli do Kolinskih vrat Rima, nato pa so odnesli veliko plena. Rimljanska vojska pod vodstvom konzula Kvinta Servilija Priska Strukta (konzul 468 pr. n. št.) je zasledovala Sabince in opustošila večji del sabinskih dežel. Med nasprotnima vojskama ni bilo večjega spopada, vendar se zdi, da se je vojna takrat umirila.
Glej tudi:
- Rimska ekspanzija v Italiji